# HD 114783 b
Exoplanète,,,,,
HD 114783 b est une exoplanète dont la masse minimale est presque identique à celle de Jupiter. Cependant, sa masse réelle étant inconnue, elle pourrait être plus massive, mais probablement pas beaucoup. Son orbite autour de l'étoile est 20 % plus éloignée que celle de la Terre autour du Soleil. Son orbite est relativement circulaire,.